# Pont du Diable (Saint-Palais-sur-Mer)
Pour les articles homonymes, voir Pont du Diable.

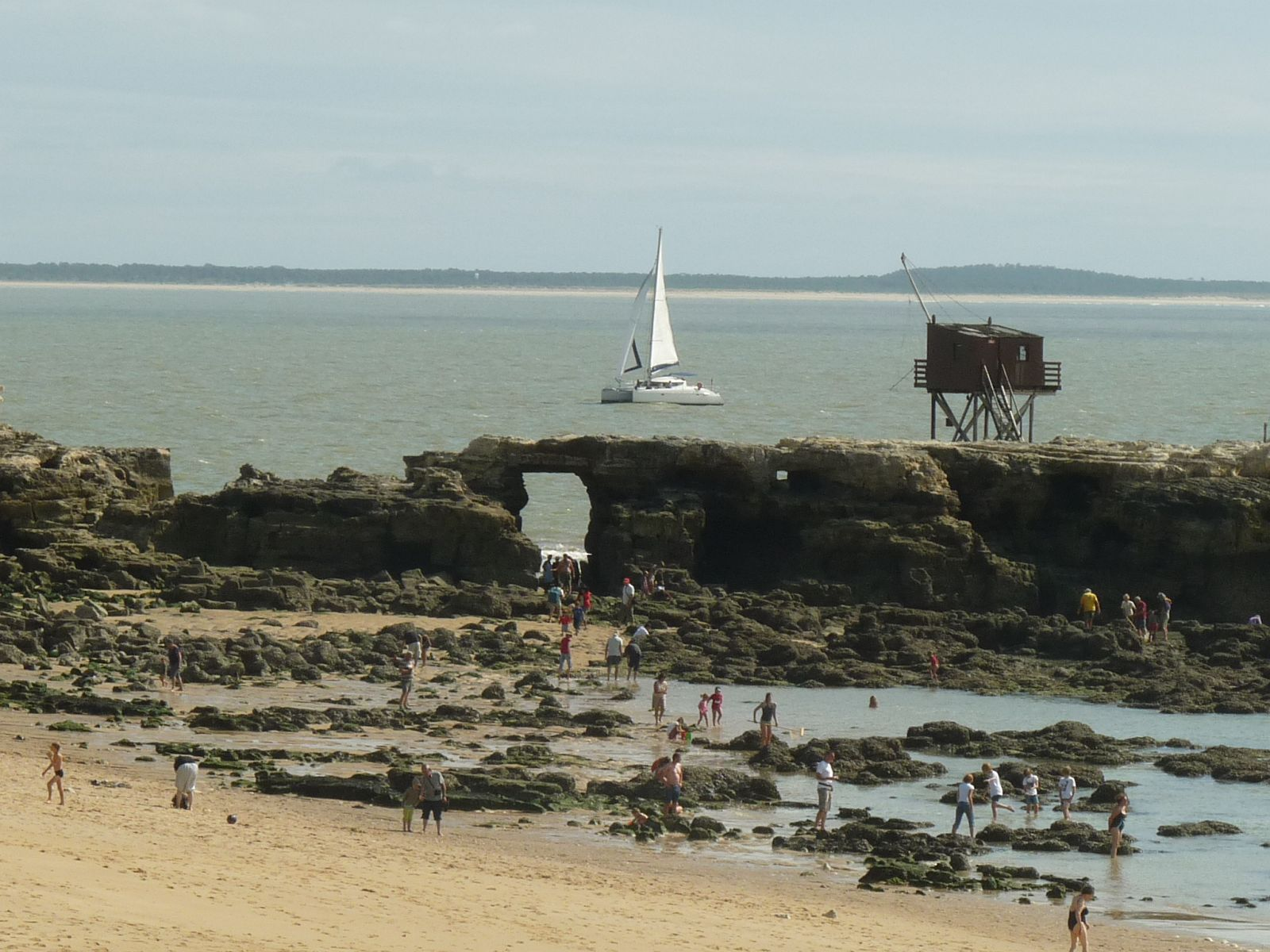
La plage du Platin et le Pont du diable à marée basse. Au dernier plan, la pointe de Grave.

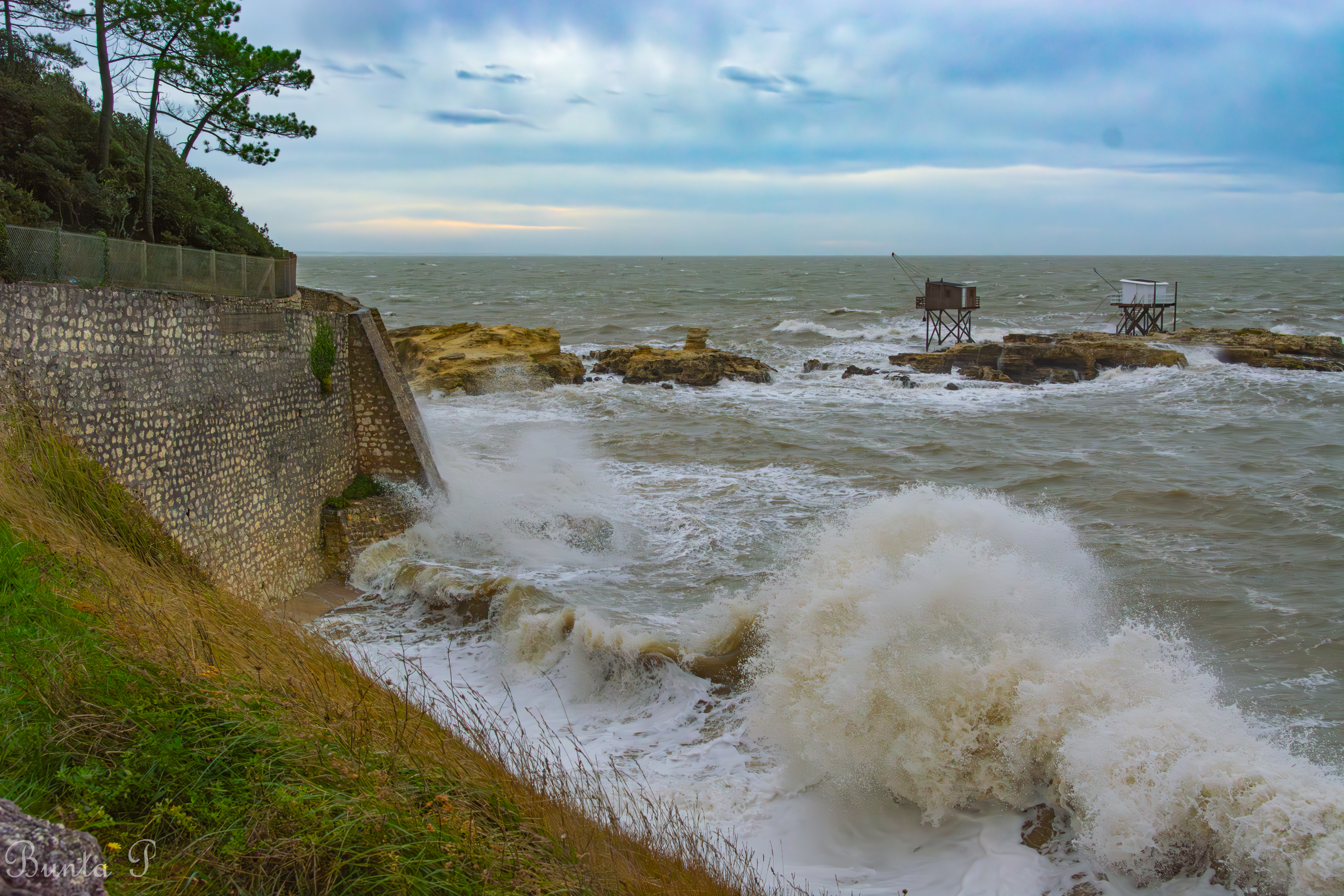
Pont du Diable immergé par les flots d'une grande marée associée à une tempête.

Le Pont du Diable est une formation rocheuse calcaire naturelle située sur une péninsule de la commune de Saint-Palais-sur-Mer, sur le massif des Pierrières, en Charente-Maritime, et à proximité de la conche du Platin.
Une légende rapporte qu'au Moyen Âge un pêcheur en perdition lors d'une violente tempête aurait échoué avec sa barque sur les récifs à l'extrémité de la péninsule, et qu'il aurait vendu son âme au diable en échange de la vie sauve : le diable construisit pour lui un pont de pierre lui permettant de revenir sur la terre ferme.
Les rochers de cette péninsule présentent de nombreuses lignes de tailles. 300 pierres furent en effet extraites du massif, et permirent d'édifier le phare de Cordouan situé au large dans l'estuaire de la Gironde, entre 1584 et 1611.
Aujourd'hui, le Pont du Diable est un site naturel apprécié des touristes et des pêcheurs. Plusieurs carrelets en bois (cabanes de pêcheurs) ont été construits sur le rocher et sont encore utilisés maintenant pour pêcher crustacés, coquillages et poissons de l'Estuaire.

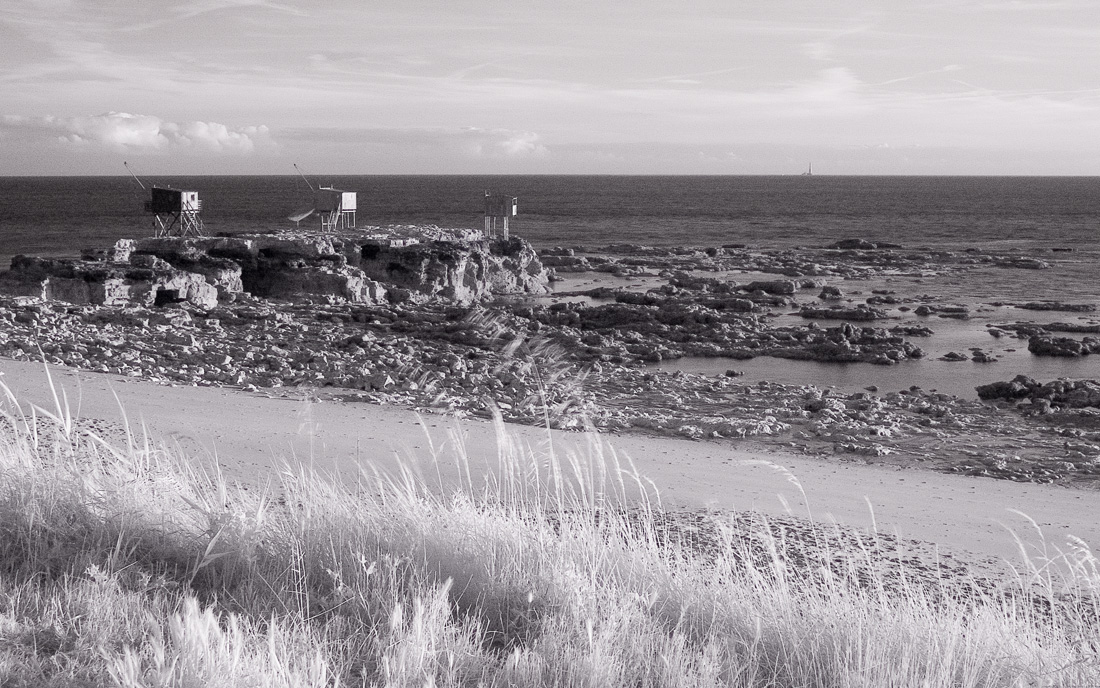
La conche du Platin et la péninsule du Pont du Diable.
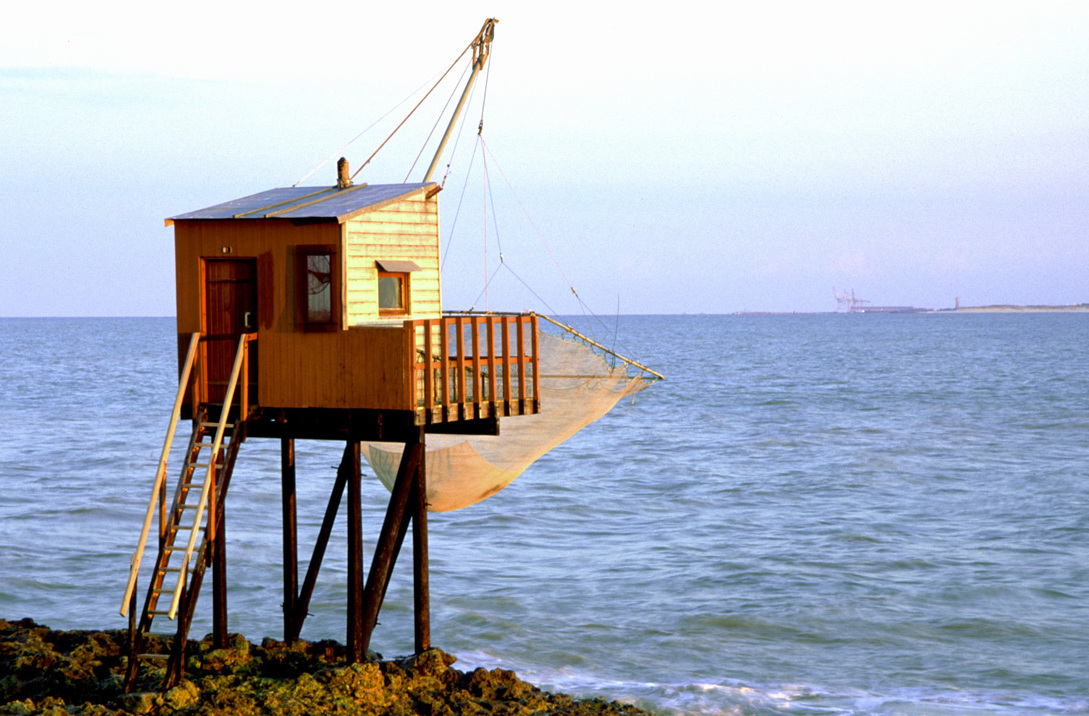
Un carrelet construit sur le rocher du Pont du Diable.
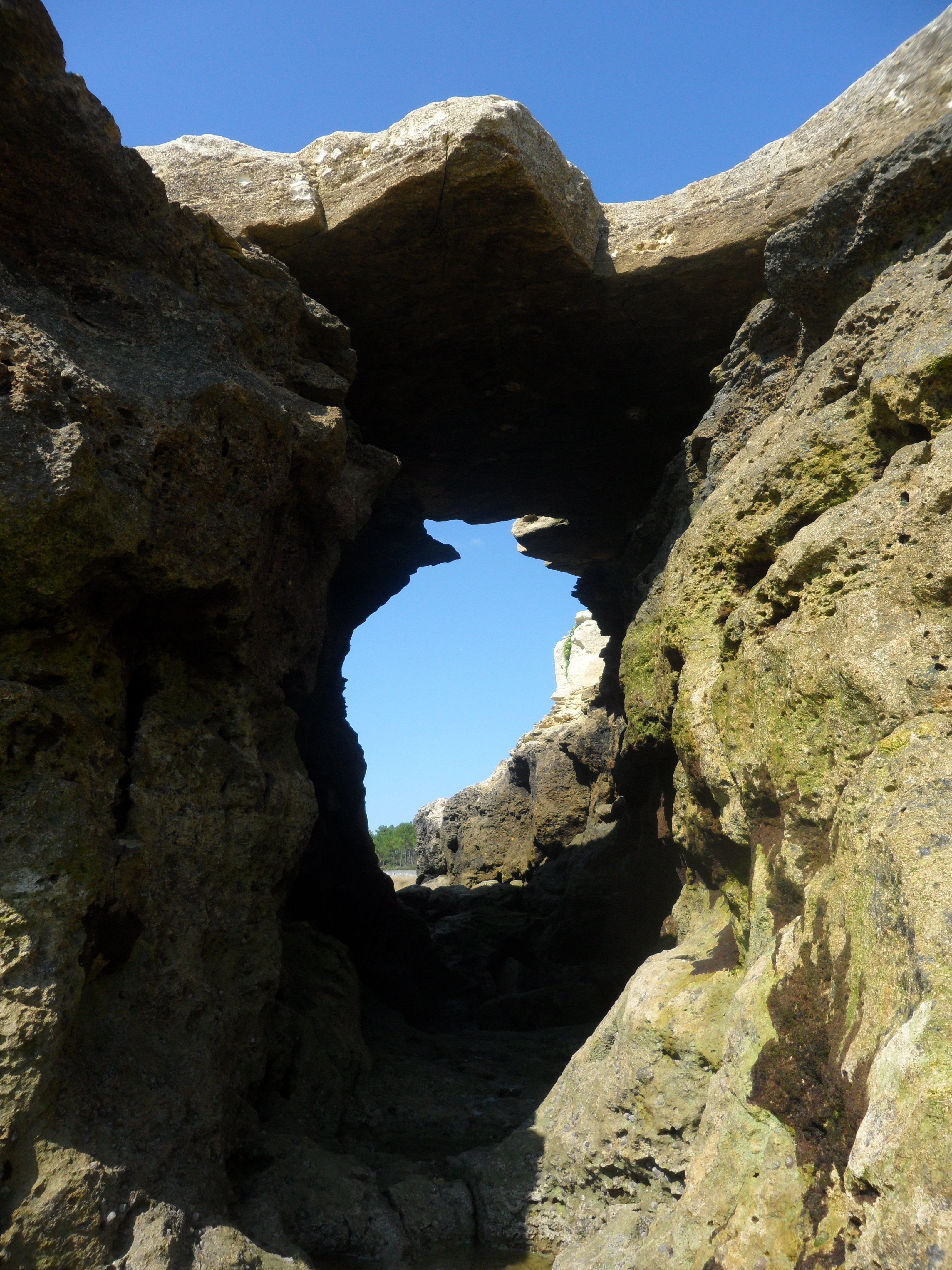
Le pont du Diable.